# سلبیویل (ویرجینیای غربی)
سلبیویل (به انگلیسی: Selbyville) یک منطقهٔ مسکونی در ایالات متحده آمریکا است که در شهرستان آپشور، ویرجینیای غربی واقع شده‌است.